# Seemuseum (Kreuzlingen)
Das Seemuseum in Kreuzlingen ist ein Regionalmuseum mit den Schwerpunkten Bodensee, Bodenseeschifffahrt, Bodenseefischerei und Bodenseelandschaft.

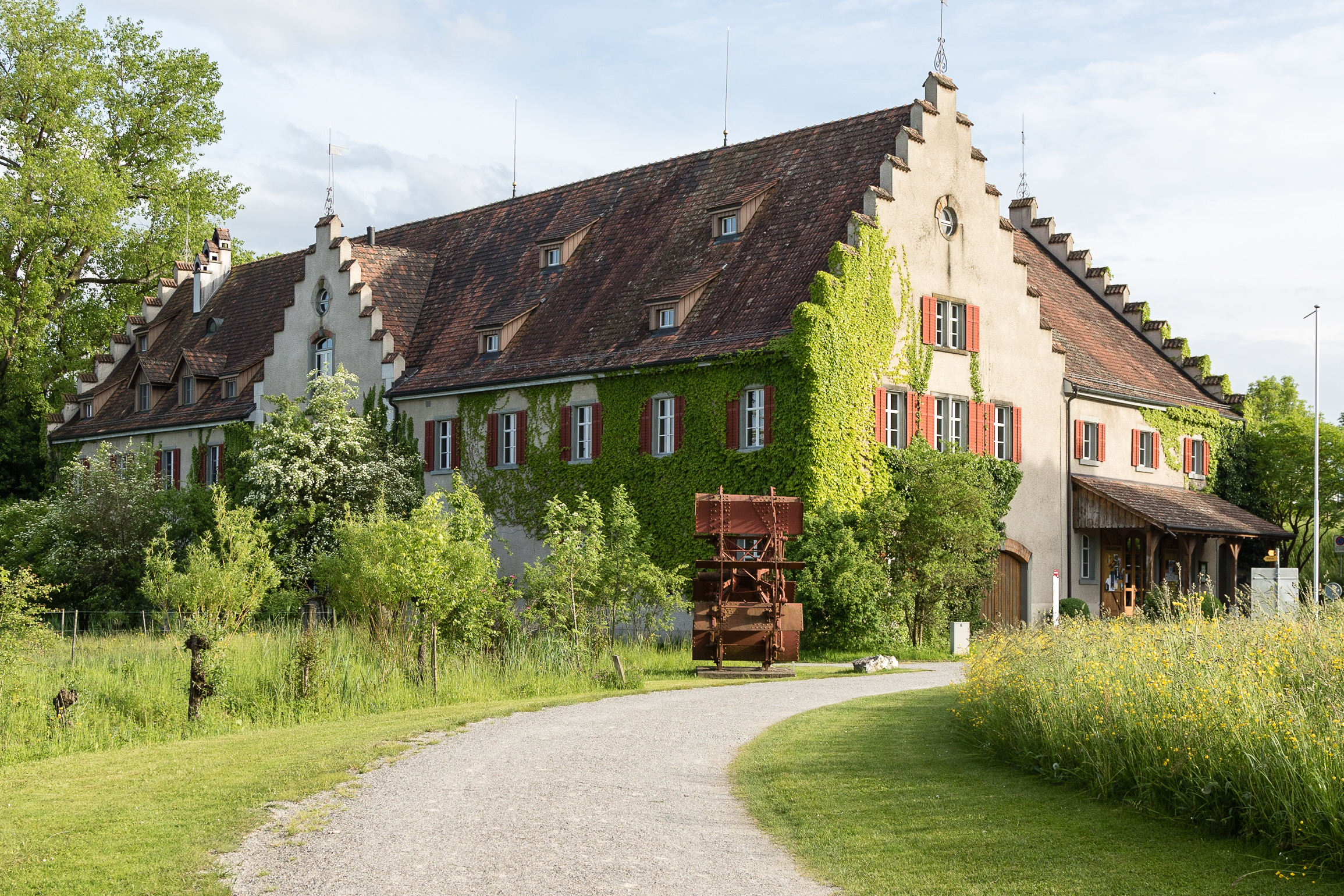
Seemuseum/Kornschütte Kreuzlingen

## Museumsgebäude Kornschütte
Unter der Trägerschaft der Stiftung Seemuseum entstand 1993 das einzige Schifffahrts- und Fischereimuseum im Bodenseeraum. Sitz des Museums ist die alte Kornschütte, ein ehemaliges Getreidelagerhaus mit Kelter, das 1717 vom ehemaligen Kloster Kreuzlingen nahe einer früheren Landestelle für Frachtsegelschiffe erbaut und 1990–1993 saniert und restauriert wurde.

## Museumskonzept
Die Stiftung verfolgt folgende Ziele: «Das Seemuseum sammelt und bewahrt Zeugnisse von Leben und Arbeit mit dem Bodensee und von seiner Erforschung und Darstellung in Wissenschaft und Kunst. Das Seemuseum ist ein Lern- und Studienort. Es erklärt und inszeniert, wie der Mensch den Bodensee als Fischgewässer und als Transportweg genutzt, wie er den Bodensee erforscht und wie er die Bodenseelandschaft gesehen und verändert hat. Das Seemuseum will (….) das Verhältnis zwischen Mensch und See im Verlauf der Geschichte erlebnisreich vermitteln. Zum Museumszweck gehört es, Verständnis für die bedrohte Kulturlandschaft und den Naturraum Bodensee bei Einheimischen wie Gästen zu wecken.»
1500 m² Fläche auf vier Stockwerken stehen primär den Dauerausstellungen Bodenseefischerei und Bodenseeschifffahrt zur Verfügung. Unter anderem werden hier einige Originalexponate von Segel- und Fischerbooten und etwa 50 Modelle von Bodenseeschiffen präsentiert und erläutert. Gemälde, Grafiken und Fotografien zur Thematik Bodenseelandschaft werden in Wechselausstellungen gezeigt. Daneben informiert das Seemuseum zu speziellen Themen, wie z. B. 2012 zur Geschichte der Jura oder 2013/2014 mit der Sonderausstellung FisCHe. Die Zahl der Besucher stieg 2013 gegenüber dem Vorjahr von 5000 auf 7000 an.
Im Freigelände vor dem Museumsgebäude ist ein Schaufelrad des ehemaligen Genfersee-Schiffes Major Davel aufgestellt.